# ليالي الحب (فلم)
ليالي الحب هو فيلم مصري تم إنتاجه عام 1955.

## ملخص القصة
أحمد ممتاز موظف بسيط ابتكر نوعاً من القماش لا يحترق، يعرض ابتكاره على رئيسه المباشر الذي يعرضه بدوره على من هو أعلى منه حتى يصل إلى المدير العام، وينسبه كل منهم إلى نفسه، يذهب للقاء المدير العام في بيته مع زميله، ويصادف وجود حفل تنكري، يتعرف على ابنة المدير معتقداً أنها الخادمة، يتحابان، وتتصور أنه المليونير لتشابه اسمه مع مليونير بنفس الاسم أحمد ممتاز، يظهر المليونير الحقيقي الذي يتقدم لخطبة الفتاة، ويكتشف المدير الحقيقة، يحاول أحمد أن يثبت للمدير أنه صاحب الاختراع وتدور مجابهة بين الموظف والمليونير، تنتهي لصالح أحمد، الذي يتزوج من حبيبته بعد أن عرف المدير بأمر حقيقة الاختراع.

## فريق العمل
- الإخراج: حلمي رفلة
- التأليف:
  - حلمي رفلة (سيناريو)
  - إسماعيل الحبروك (قصة)
- بطولة:
  - عبد الحليم حافظ
  - آمال فريد
  - عبد السلام النابلسي
  - سراج منير
  - صلاح نظمي
  - وداد حمدي

## أغاني الفيلم
| أقول ما أقولشي  | مأمون الشناوي | محمد الموجي   | عبد الحليم حافظ |
| كفاية نورك عليّا | مأمون الشناوي | كمال الطويل   | عبد الحليم حافظ |
| حلفني           | مأمون الشناوي | كمال الطويل   | عبد الحليم حافظ |
| يا سيدي أمرك    | فتحي قورة     | محمود الشريف  | عبد الحليم حافظ |
| فاتوني          | صالح جودت     | رياض السنباطي | عبد الحليم حافظ |
| شوف الجنة       | فتحي قورة     | عزت الجاهلي   | هند علام        |

## القصة الكاملة
أحمد ممتاز (عبد الحليم حافظ) يعيش مع صديقه شمس(عبد السلام النابلسي) فوق السطوح ويزامله في أرشيف شركة البلاستيك، رغم ان أحمد ممتاز خريج علوم قسم كيمياء، وقد بذل جهدا في أبحاثه حتى توصل إلى قماش بلاستيك لايحترق ولا يبلى، وتقدم بالبحث لرئيس الأرشيف (سعيدخليل) الذي وضع اسمه على البحث وتقدم به لرئيس قسم الأبحاث نزيه فهمي (عباس رحمي) الذي قام بدوره بوضع اسمه على البحث وتقدم به لنائب المدير شريف عدلي (محمدالديب) الذي وضع اسمه على البحث وقدمه لرئيس مجلس الإدارة شهاب حجاب (سراج منير) وادعى كل منهم ان البحث منقول من مجلة ألمانية وتم رفضه. ونصح شمس صديقه أحمد ممتاز بتقديم البحث بنفسه لرئيس مجلس الإدارة في منزله، والذي كان يقيم حفلا تنكريا في منزله أقامته زوجته فصيحه (عزيزه حلمي) رئيسة جمعية البر بالإنسان وظن الجميع ان أحمد متنكر في زي موظف أرشيف بدلته مزيته، وراقص الآنسة ساميه (آمال فريد) ابنة صاحب الشركة المتنكرة بزي خادمة، ومعها سيدتها الخادمة بسكوته (وداد حمدي) وعندما علموا انه أحمد ممتاز، ظنوا انه ابن المليونير المعروف ممتاز شركس (محمدعبدالقدوس). أعجبت ساميه بأحمد ممتاز وتبادلا الحب وطمع شهاب وزوجته فصيحه في تزويج ابنتهم ساميه من احمدممتاز، ودعوه للعشاء في اليوم التالي، ولأن شهاب يعرف المليونير ممتاز شركس، فقد اتصل به يخبره برغبة إبنه في الزواج من إبنته، فظن المليونير ان ابنه أحمد ممتاز(صلاح نظمي)يريد ان يترك خطبته بإبنة عمه جلنار(هند علام)والزواج من ساميه، فتقابل مع احمدوشمس واتهمهم بانتحال شخصية إبنه، ولكنهم شرحوا له الموقف، ولكن إبنه طمع في الزواج من ساميه، وتقدم لخطبتها بالفعل، ووافق شهاب وفصيحه، وفي نفس الوقت اعترف أحمد لحبيبته ساميه بحقيقته وسوء الفهم الذي حدث. أراد أحمد ممتاز الاصلي الانتقام من أحمد ممتاز المزيف، فقابل شمس وضربه علقة ساخنة، ولكن أحمد رد له الاعتداء بأن قيده بحجرة المساج وضربه علقة بالخيزران. أوشكت شركة البلاستيك على الإفلاس، بعد ان أعلنت عن اكتشافها الجديد وفشلها بمعرفة تفاصيله لتنفيذه، وحاول شهاب معرفة المخترع الحقيقي، بعد ان عرف الحقيقة، وقد نصحه سكرتيره إبراهيم افندي(منيرالفنجري)بسرعة إتمام زواج ابنته من ابن المليونير قبل اكتشاف حقيقة إفلاسه، فحدد اليوم ميعادا لعقد القران، ولكن بسكوته إتصلت بأحمد لمنع هذا الزواج، فتنكر في شخصية المأذون، وحاول تعطيل الزواج حتى اكتشف شهاب انه المخترع الحقيقي، فطرد ابن شركس، وزوج ابنته لأحمد ممتاز.